# Hazarin
Hazarin (tiếng Ả Rập: حزارين, cũng đánh vần là Hazzarin) là một thị trấn ở phía tây bắc Syria, thuộc chính quyền của Tỉnh Idlib, nằm cách Idlib 60 km về phía tây nam. Các địa phương lân cận bao gồm Kafr Oweid ở phía tây bắc, al-Barah ở phía bắc, Kafr Nabl ở phía đông bắc, Basqala ở phía đông, Maarrat Harma ở phía nam và Fatirah và Safuhin ở phía tây. Theo Cục Thống kê Trung ương Syria, Hazarin có dân số 2.373 trong cuộc điều tra dân số năm 2004.
Vào thế kỷ 19, vào cuối thời Ottoman, Hazarin là một ngôi làng được xây dựng chủ yếu từ các cột và những tàn tích khác của một thị trấn cổ kính và thịnh vượng. Nó nằm giữa khu vực thành phố chết. Ngày nay, thị trấn nổi tiếng tại địa phương với dầu ô liu và người dân trồng ô liu, quả sung, lúa mì, lúa mạch và đậu xanh. Hazarin cung cấp dịch vụ cho các làng xung quanh và có hai trường tiểu học, một trường cấp hai và một trụ sở chính của thành phố.